# ジョージ・ビンガム (第3代ルーカン伯爵)

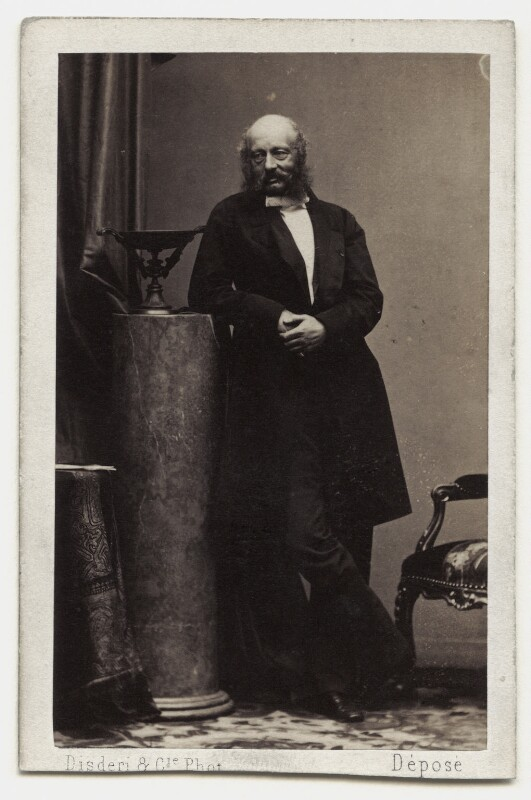
アンドレ＝アドルフ＝ウジェーヌ・ディズデリによる肖像写真、1863年ごろ。

第3代ルーカン伯爵ジョージ・チャールズ・ビンガム（英語: George Charles Bingham, 3rd Earl of Lucan、1800年4月16日 – 1888年11月10日）は、イギリスの貴族、軍人、政治家。政治家として庶民院議員（在任：1826年 – 1830年）、アイルランド貴族代表議員（在任：1840年 – 1888年）を務めた。軍人としては主にクリミア戦争、特にバラクラヴァの戦いでの経歴が知られ、最終階級は陸軍元帥（1887年）。1800年から1839年までビンガム卿の儀礼称号を使用した。地主としてはジャガイモ飢饉期における借地人の追い出しで知られる。

## 生涯

### 生い立ち

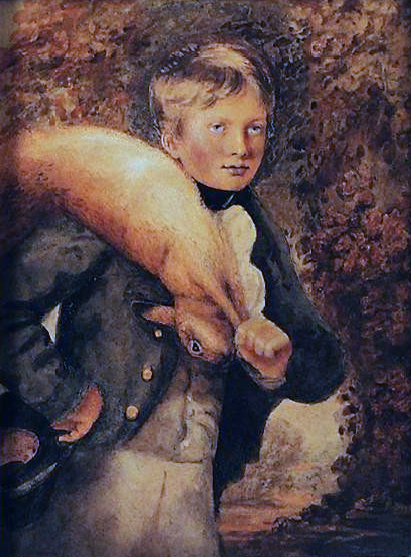
ビンガム卿ジョージ・ビンガム、1814年。

第2代ルーカン伯爵リチャード・ビンガムと妻エリザベス（Elizabeth、旧姓ベラシス（Belasyse）、1770年1月 – 1819年3月24日、第2代ファウコンバーグ伯爵ヘンリー・ベラシスの娘）の息子として、1800年4月16日にセント・ジョージ・ハノーヴァー・スクエアで生まれた。両親は1804年に別居しており、ビンガム卿は父やおばたちにより育てられた。1812年から1814年/1816年までウェストミンスター・スクールで教育を受けた。

### 陸軍入り
1816年8月29日にエンサイン（歩兵少尉）として第6歩兵連隊に入隊、1818年12月24日に少尉および中尉（ensign and lieutenant）への辞令を購入して軽竜騎兵第11連隊に転じた後、翌日に半給になった。1820年1月20日、第8歩兵連隊の中尉に転じた。1822年5月16日、大尉への辞令を購入して昇進、第74歩兵連隊に転じた。その後、再び半給になるが、6月20日にライフガーズ第1連隊に転じた。1825年6月23日に少佐への辞令を購入して昇進したが、所属連隊なしとなった。同年12月1日、軽竜騎兵第17連隊に配属された。1826年11月9日に中佐に昇進、連隊の指揮権を得た。中佐への辞令も購入したものであり、規定より5,000ポンド高い25,000ポンドの値段で購入したとされた。以降1837年4月14日に半給になるまで連隊を指揮したが、この10年半の間、連隊は本国に駐留したままだった。ビンガム卿が大金をはたいて連隊の制服を作らせたため、連隊は「ビンガムズ・ダンディーズ」（Bingham's Dandies）というあだ名をつけられた。
戦争の経験を得るために、1828年からの露土戦争ではブルガリアでハンス・カール・フォン・ディービッチュ率いるロシア帝国軍に従軍、負傷して11月20日に帰国したが、1か月ほどで回復した。露土戦争での戦功によりロシアからメダルと2等聖アンナ勲章を授与された。

### 庶民院議員
1826年イギリス総選挙でメイヨー選挙区から出馬した。メイヨー選挙区ではスライゴ侯爵家（ブラウン家）の影響力が強く、1820年イギリス総選挙ではブラウン家の候補者2人が当選していたが、ビンガム卿は無所属候補として出馬した。立候補にあたり、ブラウン家の候補2名もビンガム卿もカトリック解放への支持を公約した。第2代準男爵サー・ニール・オドンネルがビンガム卿支持を表明したこともあり、激しい選挙戦が予想されたが、ドミニク・ブラウンが投票の1週間前に選挙戦の支出を理由に撤退したことで、ジェームズ・ブラウンとビンガム卿が無投票で当選した。
議会ではカトリック解放問題が閣議で取り上げられるまでリヴァプール伯爵内閣（1812年 – 1827年）を支持しないというスタンスをとり、投票でもカトリック解放に賛成（1827年3月、1828年5月、1829年3月）、審査法廃止に賛成（1828年2月）し、カトリック解放への支持表明により本国に召還された初代アングルシー侯爵ヘンリー・パジェットを支持した。カトリックのダニエル・オコンネルが補欠選挙で当選すると、1829年5月にオコンネルの議員就任に賛成票を投じた。ユダヤ人解放には1830年4月に反対票を、1830年5月に賛成票を投じ、通貨偽造の死刑廃止（1830年6月）に反対票を投じた。1830年イギリス総選挙は再びブラウン家の候補2名対ビンガム卿という図式になり、ビンガム卿はロバート・ピールを通じて政府の支持を求めて成功したが、選挙の2週間前に突如撤退した。

### 爵位継承と領地管理

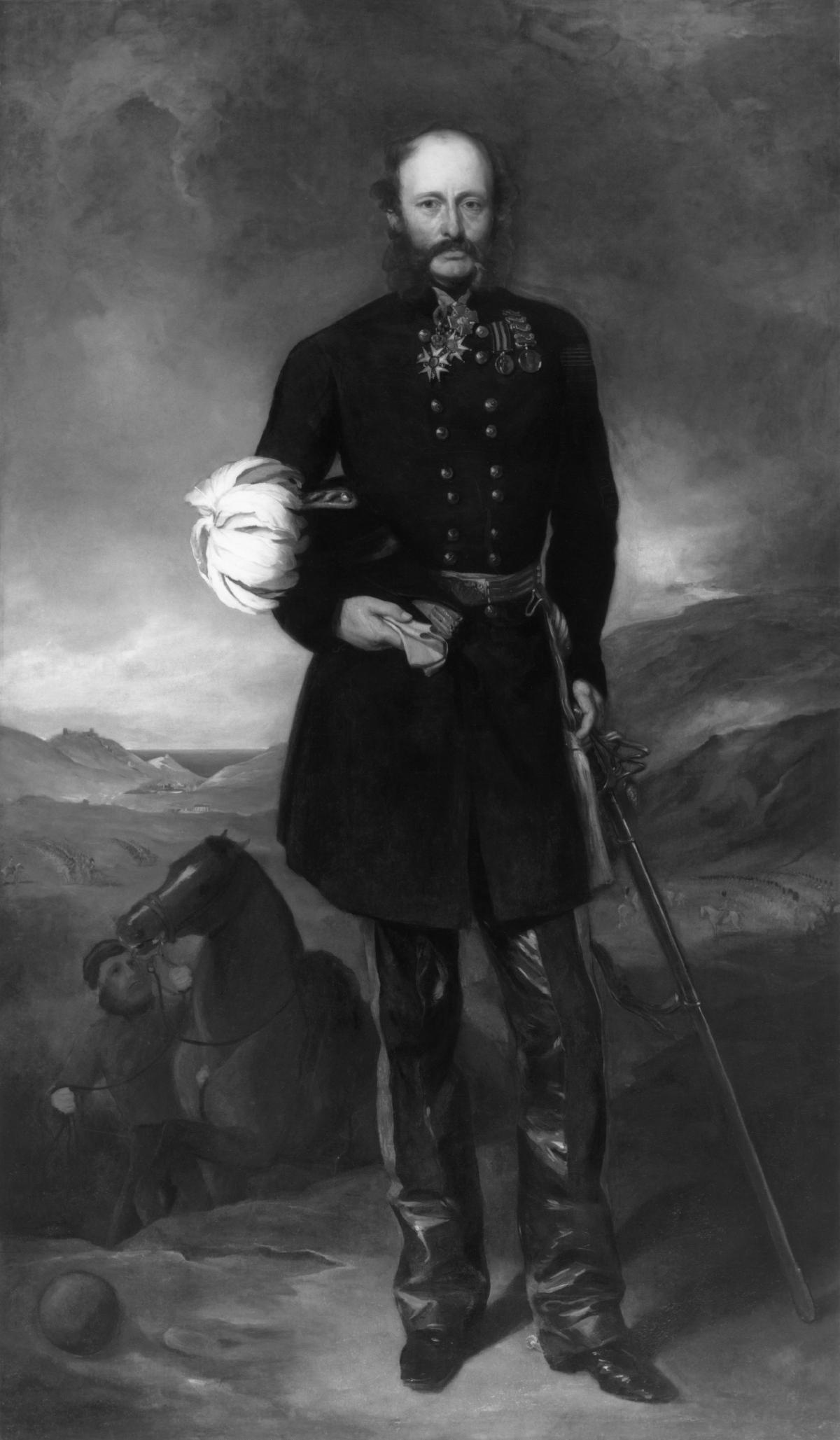
サー・フランシス・グラントによる肖像画。

1839年6月30日に父が死去すると、ルーカン伯爵位を継承した。1840年6月にアイルランド貴族代表議員に選出され、1888年に死去するまで務めた。1845年2月25日にメイヨー統監に任命され、1888年に死去するまで務めた。
約6万エーカーの領地を継承したルーカン伯爵は「貧乏人を育てて聖職者に支払うことはしない」（would not breed paupers to pay priests）と大々的に宣言して借地人の追い出しを行い、メイヨー県で「絶滅者」（the exterminator）として知られた。借地人から恐れられており、ルーカン伯爵がロンドンに滞在していると考えた住民はカスルバーでルーカン伯爵の肖像画を焼いたが、ルーカン伯爵が大きな黒馬で乗り込んで「お前ら全員追い出す」（I'll evict the lot of you）と叫んだという出来事もあった。
ジャガイモ飢饉の時期においても世論を無視して大量追い出しを続け、1846年から1849年までの間にバリンローブ教区で家屋300軒を取り壊し、2,000人以上を追い出したうえで領地を合併整理して、裕福な牧場主に貸し出した。さらにカスルバーの救貧連合への救貧税支払いも拒否した。これらの行動は議会で強く批判されたが、ルーカン伯爵は機械や牛舎などに多額の投資をしたと弁護した。
1870年代に領地からビーフをイギリスに輸出する計画を立てたが、同時期にアルゼンチンからの冷凍ビーフが輸入されるようになったため、計画は失敗に終わった。
アイルランド以外ではミドルセックスの治安判事を務めた。

### クリミア戦争

#### 将官の不和
1841年11月23日、所属連隊なしのまま大佐に昇進した。1851年11月11日、少将に昇進した。
クリミア戦争が勃発すると、イギリスは陸軍の派遣を決定、ルーカン伯爵は歩兵旅団の指揮官に志願したが、1854年2月21日に与えられたのは騎兵師団の指揮権だった。これは陸軍総司令官の初代ハーディング子爵ヘンリー・ハーディングの推薦を受けた決定だったが、遠征軍の総指揮官初代ラグラン男爵フィッツロイ・サマセットに諮問せずに下された決定でもあった。遠征軍におけるルーカン伯爵の部下には妻の兄にあたる第7代カーディガン伯爵ジェイムズ・ブルーデネルが軽騎兵旅団指揮官に、ジェームズ・ヨーク・スカーレット閣下が重騎兵旅団指揮官に任命された。しかし、カーディガンもスカーレットも戦争の経験がなく、しかもルーカン伯爵とカーディガン伯爵がお互いを嫌悪したという不適切な任命だった。クリミア戦争を研究した19世紀の歴史学者アレクサンダー・ウィリアム・キングレイクによれば、ルーカン伯爵が騎兵師団の指揮官に任命された理由は領地管理における無慈悲さだという。

#### アルマの戦い
ルーカン伯爵は5月ごろにトルコに到着したが、6月に軽騎兵がブルガリアに派遣されたときに随行せず、本部にとどまったため、のちにカーディガン伯爵がルーカン伯爵の指揮下にないと主張したときの根拠の1つとなった。その後、ルーカン伯爵はヴァルナに向かい、8月18日に中将への名誉昇進辞令を得た。ラグラン男爵はルーカン伯爵に重騎兵の到着を待つよう命じたが、ルーカン伯爵はウェリントン公爵の半島戦争における行動を引き合いに反発、軽騎兵だけでも出撃すべきと主張した。9月19日、カーディガン伯爵率いる軽騎兵2個連隊が渡河してロシア騎兵と戦おうとすると、ルーカン伯爵は自ら2個連隊を率いて増援したが、歩兵の大部隊が伏兵として配置されていることに気づいたラグラン男爵はルーカン伯爵に撤退を命じた。ルーカン伯爵は悔しがり、しかも攻勢に出なかったことを批判され、部下から「ルックオン卿」（Lord Look-on、look onは「傍観」の意味）という不名誉なあだ名をつけられたが、『オックスフォード英国人名事典』はこれを不公平な批判であると評した。9月20日のアルマの戦いで歩兵と砲兵がロシア軍を撃退したとき、騎兵部隊は側面からの襲撃を防ぐために配置されており、敵軍の撤退を受けて追撃を始めるもラグラン男爵に呼び戻され、ルーカン伯爵はまたしても批判された。『オックスフォード英国人名事典』はこの批判も不公平であると評した。『ロンドン・ガゼット』での戦報ではルーカン伯爵率いる騎兵が予備部隊として左翼と後ろからの攻撃を防いだが、地面の状態により騎兵を投入しての攻撃が不可能であると報じられた。

#### バラクラヴァの戦い

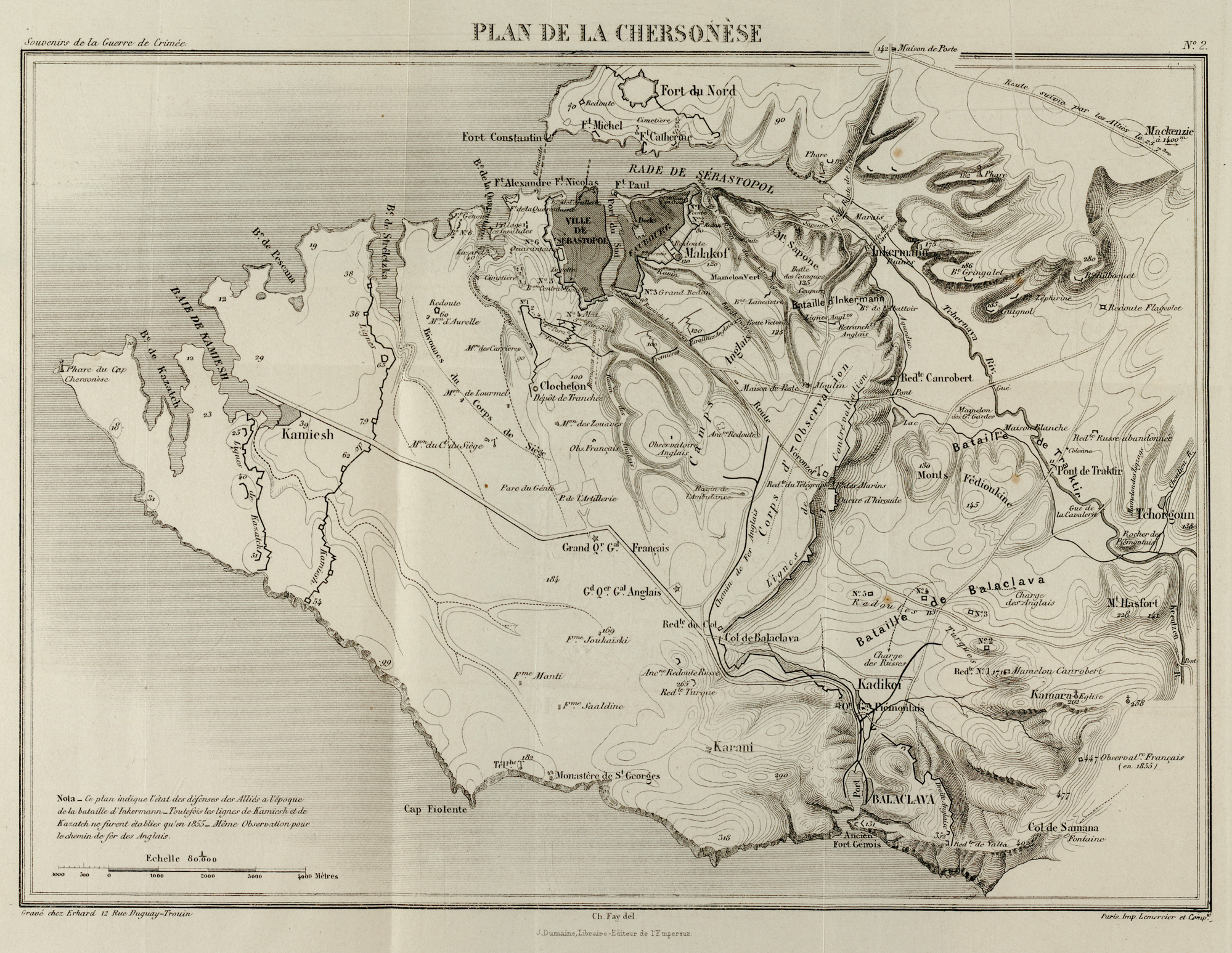
フランス軍による、バラクラヴァ周辺とセヴァストポリへの道の地図。1855年。

アルマの戦いの後、連合軍（イギリス、フランス、オスマン帝国の連合軍）は進軍を再開、セヴァストポリを包囲しようとした。連合軍が東からセヴァストポリに接近する中、前衛の騎兵を率いたルーカン伯爵は先導が道を誤ったせいで横道にそれてしまい、ラグラン男爵が危うくロシアの部隊に向けて進軍してしまうという事件が起こった。誤りに気づいたルーカン伯爵は慌てて引き返し、馬を飛ばしてラグラン男爵のもとに着いたが、ラグラン男爵に大声で「遅れたぞ、ルーカン卿」（Lord Lucan, you are late!）と叱責された。『オックスフォード英国人名事典』はこの過ちもルーカン伯爵のせいではないと評した。
10月24日の夜、ルーカン伯爵は長男で副官のビンガム卿ジョージ・ビンガムをラグラン男爵のもとに送り、敵軍がイギリス軍の補給港への攻撃を計画していたことを報告したが、ラグラン男爵はよくある誤情報だとして無視した。
25日朝、のちに論争となるバラクラヴァの戦いが勃発した。戦場となるバラクラヴァ港近くの平原は連合軍のセヴァストポリ包囲網の外にあり、中央が高原になっていたため、トルコ民兵が守備するルドゥート4つが配置されていた。また、この高原により平原が南北に分割されていた。ラグラン男爵は高地におり、平原全体を見渡すことができたが、平原の片側にいる人はもう片側が見えないという地形だった。

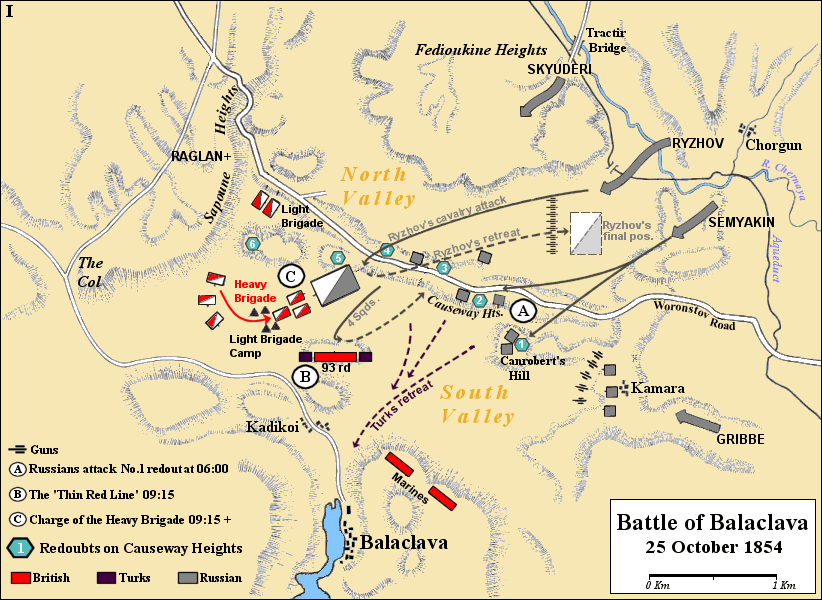
「シン・レッド・ライン」と「重騎兵旅団の突撃」を示す地図。

まず、ルーカン伯爵は日の出のときに平原の南側で巡回していたが、ルドゥートがロシア軍の攻撃を受けていたことを発見したため、ラグラン男爵に警告を送ったうえで重騎兵を前進させ、砲兵部隊を高原の西側に派遣して敵軍を食い止めようとしたが失敗、ロシア軍はルドゥートを占領した。これによりルーカン伯爵は自軍が敵軍の射程に入らないよう撤退した。一方、北側の平原を見渡したラグラン男爵はロシア騎兵約2,000人が行軍しており、その一部がバラクラヴァに向けて進軍していることを見つけ、ルーカン伯爵にカディコイ（高原とバラクラヴァ港のちょうど間にある村）に駐留していたサー・コリン・キャンベルの小部隊に増援するよう命じた。ルーカン伯爵はカーディガン伯爵に固守する（stand fast）よう命じた後、キャンベルの増援に向かい、ロシア騎兵を撃退した。これがのちに「シン・レッド・ライン」と呼ばれる出来事である。
「シン・レッド・ライン」の一方、スカーレット率いる重騎兵は南側の平原を行軍していたが、ロシア騎兵の本隊が高原にたどり着いた。そこでルーカン伯爵がスカーレットに突撃を命じ、ロシア騎兵本隊の撃退に成功した。これがのちに「重騎兵旅団の突撃」と呼ばれる出来事である。ところが、ロシア騎兵がちりぢりになったところ、カーディガン伯爵率いる軽騎兵が動こうとしなかったため、ルーカン伯爵はカーディガン伯爵が故意に動かなかったと批判、カーディガン伯爵は先の「固守すべし」の命令を守っただけだと主張した。『オックスフォード英国人名事典』はルーカン伯爵が戦況の変化を主張できると評した。というのも、この時点で軽騎兵は戦場から外れたところにあり、イギリス重騎兵がいるカディコイから4マイル離れているためである。

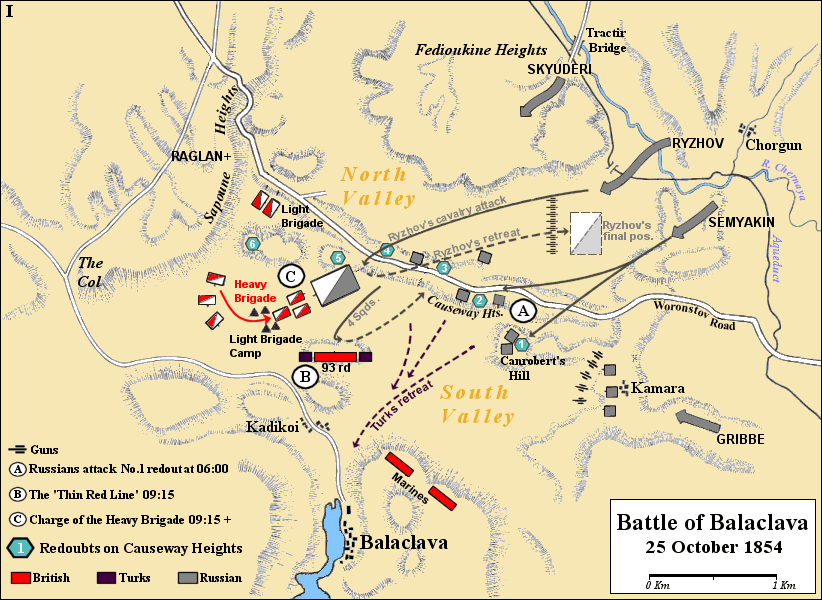
「軽騎兵旅団の突撃」を示す地図。

ここでロシア軍がルドゥートから鹵獲した大砲を運び去ろうとし、ラグラン男爵がそれを発見してルーカン伯爵に阻止を命じた。また、歩兵2個師団を増援としてルーカン伯爵のもとに派遣した。これを受けてルーカン伯爵は重騎兵を南側の平原に留まらせ、軽騎兵を北側の平原に移動させ、自身は高原の西側、敵軍の見えない場所に移動した。ルーカン伯爵はそこで増援の到着を待ったが、10時40分ごろに再びラグラン男爵からの命令を受けた。ラグラン男爵の命令文は「ラグラン卿は騎兵が速やかに前進し、敵軍の大砲持ち去りを防ぐよう試みることを望む。乗馬砲兵隊は同行できる。フランス騎兵隊はあなたの左側にいる。すぐに」（Lord Raglan wishes the cavalry to advance rapidly to the front, and try to prevent the enemy carrying away the guns. Troop of horse artillery may accompany. French cavalry is on your left. Immediate）というものであり、ルイス・ノーラン大尉が伝令を務めた。
ルーカン伯爵のもとに着いたノーランとルーカン伯爵が交わした言葉はのちに論争の的になった。ルーカン伯爵は「このような攻撃の無用さと危険」（the uselessness of such an attack, and the danger attending it）を知っていたが、従わざるを得なかった。結果的に北側の平原にある軽騎兵旅団を（西から）前進させ、平原の東側にある大砲12門の奪回を目指したが、この平原の南北にある高地はロシア歩兵と砲兵に占領されており、軽騎兵も撤退の援護として投入された重騎兵2個連隊も大損害を受けた。大砲の奪回は成功したが、戦闘の後に行われた点呼では軽騎兵673人のうち195人しか残っておらず、ルーカン伯爵も足に銃弾を受けてを負傷した（2、3日動けず、その後は一時片足をうまく動かせないという程度の怪我だった）。ノーラン自身も戦死した。この出来事は後に「軽騎兵旅団の突撃」と呼ばれ、『ロンドン・ガゼット』では同年11月12日に報じられた。

#### バラクラヴァの戦いの余波
ラグラン男爵は戦闘の直後にカーディガン伯爵を責めたが、カーディガン伯爵は上官ルーカン伯爵からの命令を受けたと返答した。ラグラン男爵は続いてルーカン伯爵に軽騎兵を失ったことを責め、ルーカン伯爵はラグラン男爵からの命令を遂行しただけだと返答したが、ラグラン男爵は中将として判断を下すべきだと述べた。いずれにせよ、カーディガン伯爵は傷病兵として本国に送り返され、ルーカン伯爵は非難されないことを保証されて参戦を継続し、11月5日にはインケルマンの戦いで騎兵が支援として投入されたが、ラグラン男爵はその裏で「前進命令に対する何らかの誤解により、中将はどんな危険を冒しても攻撃しなければならない義務があると考えた」（from some misconception of the instruction to advance, the Lieutenant-General considered that he was bound to attack at all hazards、10月28日の報告）と本国に打電した。この報告が公開されると、ルーカン伯爵は激怒して、11月30日の手紙で反論し、さらに手紙を陸軍・植民地大臣の第5代ニューカッスル公爵ヘンリー・ペラム＝クリントンに転送した。結局、政府は「どちらが正しいかはともかく」、総指揮官と騎兵指揮官が険悪な関係であってはならないと判断してルーカン伯爵を召還、ルーカン伯爵は1855年2月14日にクリミア半島を発ち、3月初にイングランドに戻ってきた。
本国に到着したルーカン伯爵は即座に軍法会議を求めたが、召還の理由が上官との不和であって、軍事行動における過ちではなかったため拒否された。3月19日には貴族院でバラクラヴァの戦いを取り上げたが、さしたる支持を受けられず、代わりに同年に自身の弁護としてA vindication of the earl of Lucan from Lord Raglan's reflectionsを出版した。また3月29日には庶民院の委員会でセヴァストポリへの進軍におけるイギリス陸軍の行動が調べられ、ルーカン伯爵は委員会の会議で自身を弁護した。4月にもカーディガン伯爵とルーカン伯爵がそれぞれ『タイムズ』紙への投書でお互いを批判した。1856年にはクリミア戦争で自身が下した命令や通信をEnglish Cavalry in the Army of the Eastとして出版した。
『アイルランド人名事典』によれば、ルーカン伯爵がスケープゴートにされたことは広く信じられたが、ルーカン伯爵が頻繁に抗議したため大衆からうんざりされたという。大衆の評価がどうであれ、政府からは認められていたようであり、1855年7月5日にバス勲章ナイト・コマンダーを授与された。オスマン帝国からは1等メディジディー勲章を、フランスからは3等レジオンドヌール勲章を授与された。
ルーカン伯爵とカーディガン伯爵の関係は後年になっても改善せず、2人は1863年に危うく決闘することになり、同年10月25日に「バラクラヴァの日」（Balaklava day）の晩餐会にルーカン伯爵が招かれると、カーディガン伯爵は出席を拒否した。

### クリミア以降の軍歴
1855年11月17日、軽騎兵第8連隊隊長に任命された。1858年12月24日、中将に正式に昇進した。1865年1月22日、ライフガーズ第1連隊隊長に転じた。同年8月28日、大将に昇進した。1869年6月2日、バス勲章ナイト・グランド・クロスを授与された。1877年10月1日に退役した。1887年6月21日、陸軍元帥に昇進した。

### 晩年
戦争に参戦しなくなった後は貴族院への登院を続け、ユダヤ人が庶民院議員に就任できるようにする法案（1858年）の可決に貢献した。この法案はジョン・ラッセル卿が提出した法案であり、庶民院と貴族院とで膠着状態に陥っていたが、ルーカン伯爵は両院がそれぞれの就任宣誓を変更できるようにする修正案を提出して状態を打開し、両院は同年7月に法案を可決した。
1888年11月10日にサウス・ストリート13号で死去、レイルハムで埋葬された。息子ジョージが爵位を継承した。

## 人物
同時代の軍人からも文民からも気難しい性格と評されたが、一方で騎兵での部下からは賞賛された。『オックスフォード英国人名事典』ではクリミア戦争での出来事がルーカン伯爵への後世の印象を決定づけたと評している。

## 家族
1829年2月21日、アン・ブルーデネル（Anne Brudenell、1809年6月29日 – 1877年4月2日、第6代カーディガン伯爵ロバート・ブルーデネルの娘）と結婚、2男4女をもうけた。しかし、アンはメイヨー県に住むことを嫌い、1854年にルーカン伯爵と別居した。
- ジョージ（英語版）（1830年5月8日 – 1914年6月5日） - 第4代ルーカン伯爵[32]
- オーガスタ（1888年7月3日没） - 1853年9月10日、初代アリントン男爵ヘンリー・ジェラード・スタート（英語版）（1904年2月17日没）と結婚、子供あり[32]
- エリザベス（1857年没[31]）
- ラヴィニア（Lavinia、1864年9月15日没） - 1856年4月10日、第2代ハーディング子爵チャールズ・ステュアート・ハーディング（英語版）（1894年7月28日没）と結婚、子供あり[32]
- アン・サラ（1855年8月26日没[31]）
- リチャード（1847年1月6日 – 1924年11月12日没） - 1877年9月26日、メアリー・エリザベス・コール（Mary Elizabeth Cole、1908年2月23日没、エドワード・ヘンリー・コールの娘）と結婚、子供あり[31]。1914年4月30日、アイダ・ガルトン（Ida Galton、1925年11月22日没、チャールズ・ガルトンの娘）と再婚[32]